# Adipiodone
Adipiodone (INN, hoặc iodipamide) là một phân tử được sử dụng làm thuốc cản quang.